# Hendrik Jan Kooijman
Hendrik Jan Kooijman (Velsen, 17 januari 1960) is een Nederlands voormalig hockeyer. Hij speelde 154 officiële interlands (zeven doelpunten) voor de Nederlandse hockeyploeg. Zijn debuut maakte de verdediger van HC Bloemendaal op 16 oktober 1982 in de oefeninterland West-Duitsland-Nederland (2-2). Kooijman deed mee aan twee Olympische Spelen: Seoel 1988 en Barcelona 1992. Bij dat laatste toernooi, waar Nederland als vierde eindigde, speelde hij op 5 augustus zijn laatste interland: Nederland-Australië (2-3).
Marc Benninga · 
Floris Jan Bovelander · 
Jacques Brinkman · 
Maurits Crucq · 
Marc Delissen · 
Cees Jan Diepeveen · 
Patrick Faber · 
Taco van den Honert · 
Ronald Jansen · 
René Klaassen · 
Hendrik Jan Kooijman · 
Jan Hidde Kruize · 
Frank Leistra · 
Erik Parlevliet · 
Gert Jan Schlatmann · 
Tim Steens ·
Coach: Hans Jorritsma
Floris Jan Bovelander · 
Jacques Brinkman · 
Marc Delissen · 
Cees Jan Diepeveen · 
Pieter van Ede · 
Maarten van Grimbergen · 
Taco van den Honert · 
Leo Klein Gebbink · 
Hendrik Jan Kooijman · 
Harrie Kwinten · 
Frank Leistra · 
Bart Looije · 
Wouter van Pelt · 
Bastiaan Poortenaar · 
Stephan Veen · 
Gijs Weterings ·
Coach: Hans Jorritsma